# 5 Dywizja Pancerna (USA)
5 Dywizja Pancerna (ang. 5th Armored Division) – amerykańska dywizja wojsk pancernych, istniejąca w latach 1941–1956.

## Historia i działania zbrojne
Utworzona 10 października 1941, zatem jeszcze przed przystąpieniem USA do II wojny światowej.
II wojna światowa
W 1944 wysłana do Wielkiej Brytanii. 24 lipca 1944 przeprawiła się do Francji. Działając na froncie zachodnim, zajęła kolejno Le Mans, Le Mêle-sur-Sarthe, Argentan, Dreux i Bertrange. W ostatnim miesiącu wojny przyjęła kapitulację niemieckiej Dywizji «Clausewitz».